# STAND UP! MORNING
STAND UP! MORNING（スタンド・アップ・モーニング、通称：スタモニ）は、2006年4月3日から2013年3月30日までエフエム福岡（FM FUKUOKA）で放送していたラジオ番組。

## 概要
1999年4月から7年放送されてきた『椎葉ユウmorninGroovy』の後継ぎ番組。
2009年10月からは土曜日まで放送されるようになり、全国でも珍しく月〜土の帯番組となっており、月〜木は「STAND UP! MORNING ― スタモニ ―」として、金・土は「STAND UP! MORNING ― スタモニ・ウィークエンドエディション ―」のタイトルで放送されていた。
2013年3月21日のエンディングにて、月末での番組終了が発表。この番組の終了以降、FM福岡の6時台の生放送番組は放送されておらず、6時台は午後のワイド番組を再編集した番組となったため、実質の後継ぎは7:30スタートに繰り上がった『MORNING JAM』となっていたが、2020年10月より『ZERO MORNING』の開始に伴い、早朝生放送が再開する。また、土曜日の生放送番組も2019年4月の『Weekend more radio!!〜7サタ〜』の開始まで行われなかった。

## 放送時間
- 平日　6:00 - 8:00
- 土曜　7:00 - 8:30（2009年9月まで放送されていた「SATURDAY MORNING EYE」の後継）

## パーソナリティ
- 西川さとり（同局アナウンサー、月曜〜木曜）・・・2009年9月までは金曜までの担当。
- 香月千鶴（〃、金曜、土曜）

### 過去のパーソナリティ
| 期間      | 期間      | 月曜 - 木曜 | 金曜         | 土曜         |
| --------- | --------- | ----------- | ------------ | ------------ |
| 2006.4.3  | 2007.3.30 | 西川さとり  | 縄田和彦     | （放送なし） |
| 2007.4.2  | 2008.9.26 | 西川さとり  | 岡本ヒロミツ | （放送なし） |
| 2008.9.29 | 2009.9.25 | 西川さとり  | 西川さとり   | （放送なし） |
| 2009.9.28 | 2013.3.30 | 西川さとり  | 香月千鶴     | 香月千鶴     |

## コーナー
平日（月〜木）※金曜は内容が異なる
- 6:00 オープニング（朝ご飯を食べる）
- 6:08 朝刊チェック
- 6:15 STAND UP!FUKUOKA（誰かをハッピーにする良い仕事をしている人を朝刊などから紹介するコーナー）
- 6:21 TODAY'S REPORT
- 6:25 WEATHER REPORT
- 6:28 ZAKU ZAKU TODAY
- 6:30〜6:45はTOKYO FMから「クロノス」をネットしている。
  - 6:30 LOVE & HOPE 〜ヒューマン・ケア・プロジェクト〜
  - 6:40 コスモアースコンシャスアクト ずっと地球で暮らそう。（コスモ石油）
- 6:44 リスナーからのメール（今日のニュース）紹介
- 6:45 TRAFFIC REPORT
- 6:50 クイズ朝一番搾りヌーボー（ZAKU ZAKU TODAY で紹介された話題をもとにクイズを出題）
- 7:00〜7:30はTOKYO FMから「クロノス」をネットしている。
  - 7:00 WAKE UP NEWS
  - 7:10 リポビタンD TREND EYES （大正製薬）
  - 7:20 追跡!
- 7:30 7時台オープニング&クイズ朝一番搾りヌーボーの答え合わせ
- 7:32 BBIQスタモニビジネススクール
- 7:40 サトリズム(月曜〜木曜)・チズルート(金曜)（福岡トヨペット）
- 7:46 TRAFFIC REPORT
- 7:48 FDA福岡空港フライトインフォメーション
- 7:51 今朝のさとり画伯のおさらい&リスナーからのメッセージ（今日のニュース）紹介
- 7:53 WEATHER REPORT

土曜
- 7:10 ZAKU ZAKU TODAY
- 7:30 Today's Rport
- 7:37 ギンギラギンにギラヴァン通
- 7:43 Highway Information
- 7:50 今朝の労働 Show
- 8:00 婚活部
- 8:10 ピッタンコ!韓国!
- 8:20 Highway Information

## 備考
- 「クイズ朝一番搾りヌーボー」は三択や四択問題であるがネタ的要素が強く、答えは1番で固定されている。2番はジュディ・オングのヒット曲「魅せられて」を入れたネタ、3番は平野レミの「レミパン」を入れたネタ、4番は西川自身のプライベートなネタが入っている。
- 月曜〜金曜の「FDA福岡空港フライトインフォメーション」の後に曲がかかるが、月曜はSMAPの曲が流れる。
- 土曜の「ギンギラギンにギラヴァン通」は、香月の出身地である北九州市をホームタウンを置くギラヴァンツ北九州を応援するコーナーであるが、福岡市に本社を置くラジオ局では唯一のギラヴァンツ応援コーナーである（サッカーであれば、他局でも存在する）。タイトル名から、タイトルコールの曲は近藤真彦の「ギンギラギンにさりげなく」のサビの部分である。コーナー自体は当番組終了後に西川がパーソナリティに就任したHyper Night Program GOW!!火曜日のコーナーとして(西川降板後の)2017年まで存続。

## 番組の評判
番組審議会では、
- コンセプトが一貫していて元気をもらえる
- バラエティに富んだ選曲である
- 情報を分かりやすく、自分の言葉で伝えるところがよい
- 朝の慌しい中でも「ながら」で情報を聞け、雑学的にも面白い
- 早口で聞き取りにくいことがある
- テンションが高すぎ
- 面白く聞けるところもあればちょっと投げやり風なところもある

といった意見が挙がっていた。
なお、番組審議会の模様は2007年1月のカズヒコラムの中で放送された。